# الیور کالان
اُلیور کالان (انگلیسی: Oliver Callan؛ زادهٔ ۲۷ دسامبر ۱۹۸۰) روزنامه‌نگار و طنزپرداز اهل کشور ایرلند است. این هنرمند امپرسیونیست، همجنسگرا می‌باشد.